# La Tour, Haute-Savoie
La Tour este o comună în departamentul Haute-Savoie din sud-estul Franței. În 2009 avea o populație de 1.218 de locuitori.

## Evoluția populației
| An        | 1975 | 1982 | 1990  | 1999  | 2006  | 2009  |
| --------- | ---- | ---- | ----- | ----- | ----- | ----- |
| Populație | 726  | 770  | 1.000 | 1.121 | 1.207 | 1.218 |